# Nguyễn Đình Lạp
Nguyễn Đình Lạp (bút danh Yến Đình, Song Dực; 1913-1952) là nhà văn Việt Nam, được tặng Giải thưởng Nhà nước về Văn học Nghệ thuật vào năm 2017.    

## Tiểu sử
Nguyễn Đình Lạp (bút danh Yến Đình, Song Dực) sinh ngày 19 tháng 09 năm 1913 tại làng Bạch Mai, huyện Hoàn Long, tỉnh Hà Đông (nay là phố Bạch Mai, quận Hai Bà Trưng, Thành phố Hà Nội).  
Một vài năm trước năm 1945, khi làm quen với một số nhà văn của Văn hóa Cứu quốc, trong đó có Nguyễn Huy Tưởng, Nguyễn Đình Lạp đã tích cực tham gia hoạt động. Bị lộ, nhiều lần bị truy lùng, ông đã phải ẩn trốn ở nhiều nơi.
Sau Cách mạng tháng Tám, ông tích cực tham gia trong hội Văn nghệ, nhiệt thành đóng góp trên mặt trận văn hóa, văn nghệ. Ông tham gia đoàn văn nghệ Nam tiến, nhập ngũ, chiến đấu rồi được điều động làm công tác văn nghệ trong lòng Hà Nội tạm chiếm, sau đó sang Ty Công an Hà Nội.
Nguyễn Đình Lạp mất ngày 24 tháng 04 năm 1952 tại chiến khu Thạch Thành, tỉnh Thanh Hóa.
Ông là đảng viên Đảng Cộng sản Việt Nam.

## Sự nghiệp
Nguyễn Đình Lạp là một nhà văn chuyên viết tiểu thuyết xã hội trước ngày Cách mạng tháng Tám. Ông bắt đầu viết báo từ năm 1933. Từ năm 1937, ông viết phóng sự cho nhiều tờ báo ở Hà Nội.
Mặc dù mất lúc còn trẻ (khi mới 39 tuổi), nhưng Nguyễn Đình Lạp vẫn để lại những tác phẩm ấn tượng. "Ngoại ô" và "Ngõ hẻm" là hai cuốn sách làm nên tên tuổi Nguyễn Đình Lạp, nằm trong số không nhiều những tiểu thuyết được viết và in ra trong thời tiền chiến sau này vẫn được chính quyền cách mạng tiếp tục cho tái bản…
Trong những năm đầu thập niên 50 (của thế kỷ trước), ông đã cộng tác với một số cán bộ, chiến sĩ Công an nhằm thu thập tư liệu để viết nên cuốn truyện "Chiếc vali trên tàu Amyot d'Inville" (được Ty Công an Hà Nội xuất bản năm 1951). Đây là một trong những tác phẩm văn học sớm nhất viết về chiến công của Lực lượng Công an và đây được xem là sáng tác cuối cùng của ông.
Năm 2017, ông được truy tặng Giải thưởng Nhà nước về Văn học Nghệ thuật.

## Đánh giá
| “                          | Đặc sắc của phóng sự Nguyễn Đình Lạp là giàu chất trí tuệ. Ông không chỉ giúp người đọc thấy được hiện tượng xã hội một cách cụ thể, sống động, phơi trần chân tướng tồi tệ, bệnh hoạn của một thời đại với những hậu quả, tác hại của nó mà thường trực tiếp phân tích, lý giải, tìm ra nguyên nhân xã hội của các hiện tượng. Như khi nói về một phụ nữ đã biến thành “một thứ hàng hóa” của khách làng chơi, ông có vẻ như bình thản, khách quan, nhưng ẩn chứa bên trong là cả một tâm tình, khi cho rằng: Lúc sinh ra đời, người này cũng “ngây thơ, chất phác”, có khác là “sinh ở chốn nghèo hèn” nên bị người đời “tranh hết cả việc làm”, “cả cơm ăn”... | ” |
| — PGS. TS. Lê Thị Đức Hạnh | |   |

## Tác phẩm chính
- Chợ phiên đưa tới đâu (phóng sự, Tiểu thuyết thứ năm, 1937);
- Thanh niên trụy lạc (phóng sự, Ích Hữu số cuối 1937 và đầu 1938);
- Những vụ án tình (còn có tên khác là: Từ ái tình đến hôn nhân  phóng sự, Ích Hữu,1938);
- Cường hào (phóng sự, Quốc gia, 1938);
- Ngoại ô (tiểu thuyết, Nhà xuất bản Hàn Thuyên, 1941);
- Ngõ hẻm (tiểu thuyết, Nhà xuất bản Hàn Thuyên, 1943);
- Làng Cảnh Dương (1947)
- Chiếc vali trên tàu Amyot d'Inville" (1951)

Một số truyện ngắn và bài biên khảo đăng trên báo
- Hà Nội Giao Thừa (1937);
- Đi ở (1937);
- Những nỗi băn khoăn của tư tưởng nghệ thuật (1946);
- Muốn làm phóng sự  (1950)…

Nguồn:
- "Nguyễn Đình Lạp tác phẩm" (Nhà xuất bản Văn hóa - Thông tin, 2003).[2]
- “Nguyễn Đình Lạp - tuyển tập” (Nhà xuất bản Công an nhân dân, 2015).[4]

## Vinh danh
- Giải thưởng Nhà nước về Văn học Nghệ thuật năm 2017.

## Gia đình
Ông nội Nguyễn Đình Lạp là cụ Nguyễn Đình Phác, một nhà nho yêu nước, một nhà chí sĩ từng tham gia phong trào Đông Kinh Nghĩa Thục, từng bị đày 10 năm ở Côn Đảo vì tham gia vụ đầu độc binh lính Pháp ở Hà Nội. Chú ruột Nguyễn Đình Lạp là nhà cách mạng tiền bối Nguyễn Phong Sắc, một trong những Ủy viên Trung ương đầu tiên của Đảng Cộng sản Đông Dương (hiện ở Hà Nội có một đường phố mang tên nhà cách mạng Nguyễn Phong Sắc). Em gái ông, bà Nguyễn Thị Tuyên cũng từng trở thành "Nàng Thơ" của thi sĩ Nguyễn Bính, tên bà đã được "mã hóa" trong một bài thơ của Nguyễn Bính.